# Ambatondrazaka
Ambatondrazaka é uma cidade (comuna urbana) de Madagascar.
Ambatondrazaka é a capital da região de Alaotra Mangoro.

## Geografia
A cidade está situada ao sul do Lago Alaotra, o maior lago de Madagascar.

## Demografia
| 67 307                               | 69 189 | 71 855 | 73026 | 75675 |
| Source : PCD do CU de Ambatondrazaka |        |        |       |       |